# Sylvilagus varynaensis
Il coniglio delle pianure venezuelane (Sylvilagus varynaensis Durant e Guevara, 2001) è una specie di silvilago scoperta recentemente nell'omonimo stato sudamericano.
Ha un areale ridottissimo ed è diffuso solamente negli stati di Barinas, Guarico e Portuguesa.
Anche se su di esso non sappiamo praticamente niente, si ritiene che segua le stesse abitudini degli altri membri del genere Sylvilagus.